# Saridach (Kelbajar)
Saridach est un village de la région de Kelbajar en Azerbaïdjan.

## Histoire
En 1993-2020, Saridach était sous le contrôle des forces armées arméniennes. Le 25 novembre 2020, sur la base d'un accord trilatéral entre l'Azerbaïdjan, l'Arménie et la Russie en date du 10 novembre 2020, la région de Kelbajar, y compris le village de Saridach, a été restituée sous le contrôle de l'Azerbaïdjan.

## Sources
Gur boulag, Koraboulag, Beuyuk boulag, Dach boulag, Charabanu boulaghi, Alasgarli boulaghi, Geuy boulag, Nazli boulag, Beuyuk yurdun boulaghi, Djajigli boulag, Sari boulag, Tchirtchir boulag, Gocha boulag, Garagatli boulag etc.